# Туризм в Албании

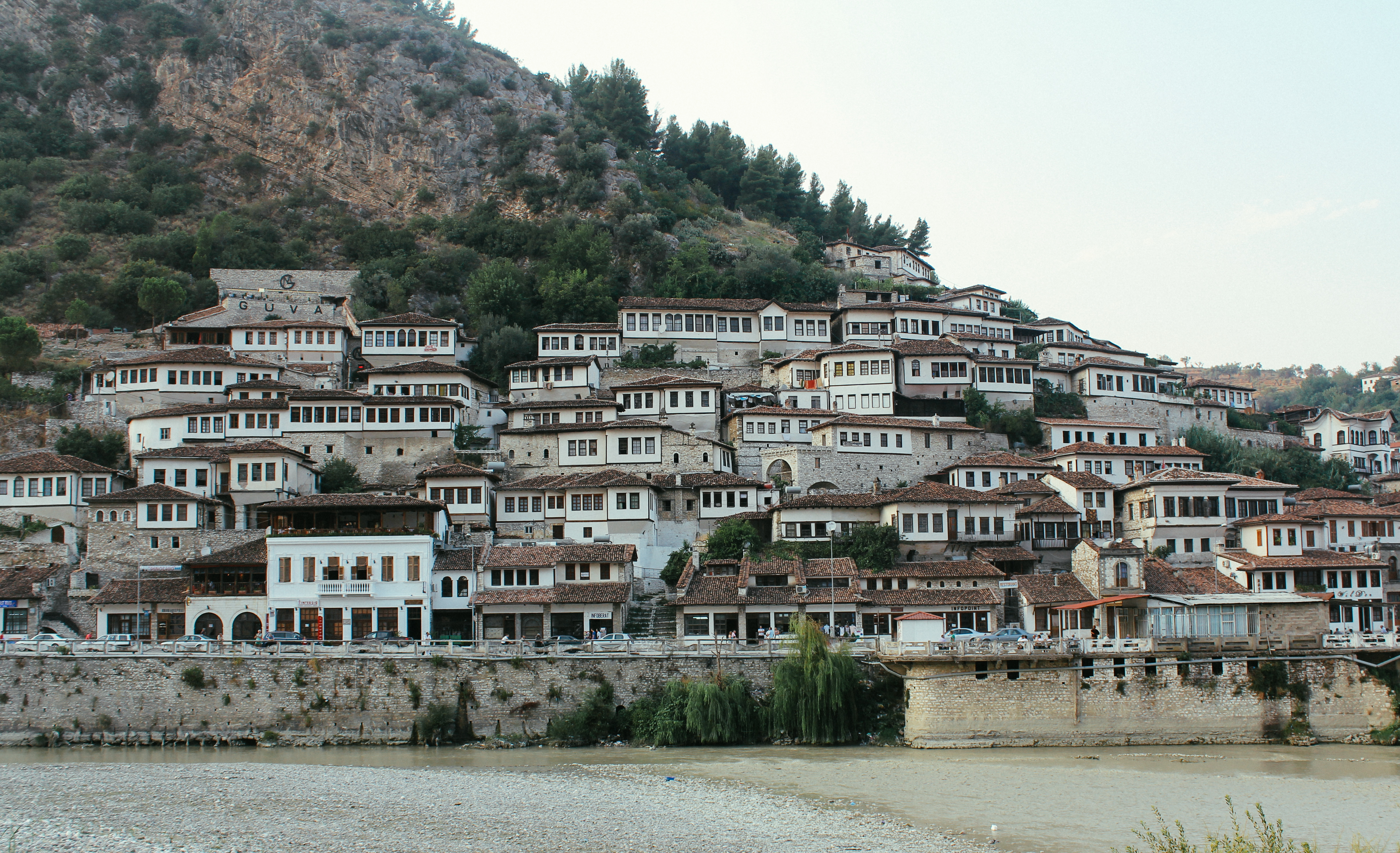
Берат, «город тысячи и одного окна»

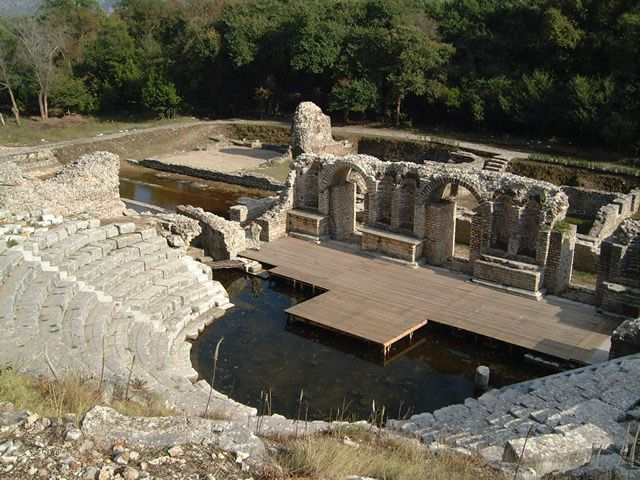
Античный амфитеатр в Бутринти

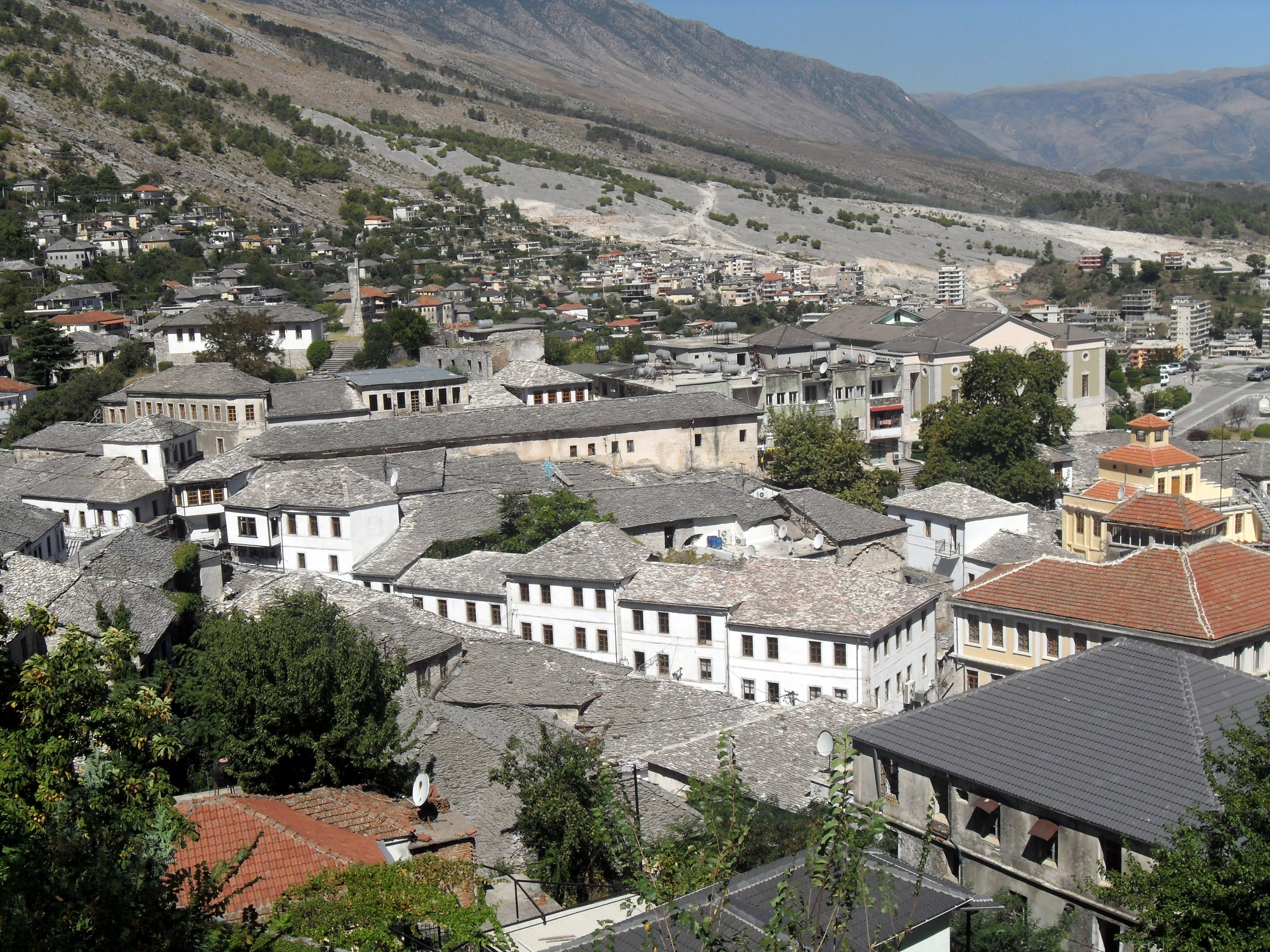
Гирокастра, каменный город

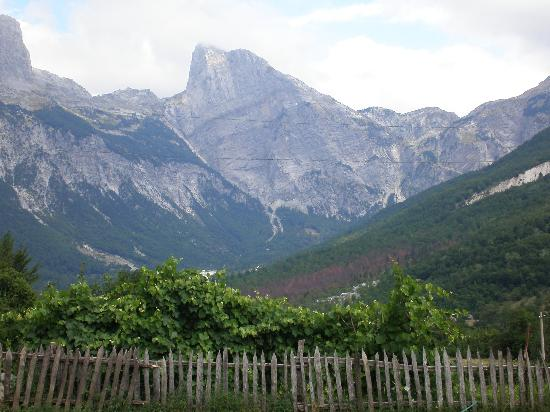
Проклетие — горный массив в северной Албании

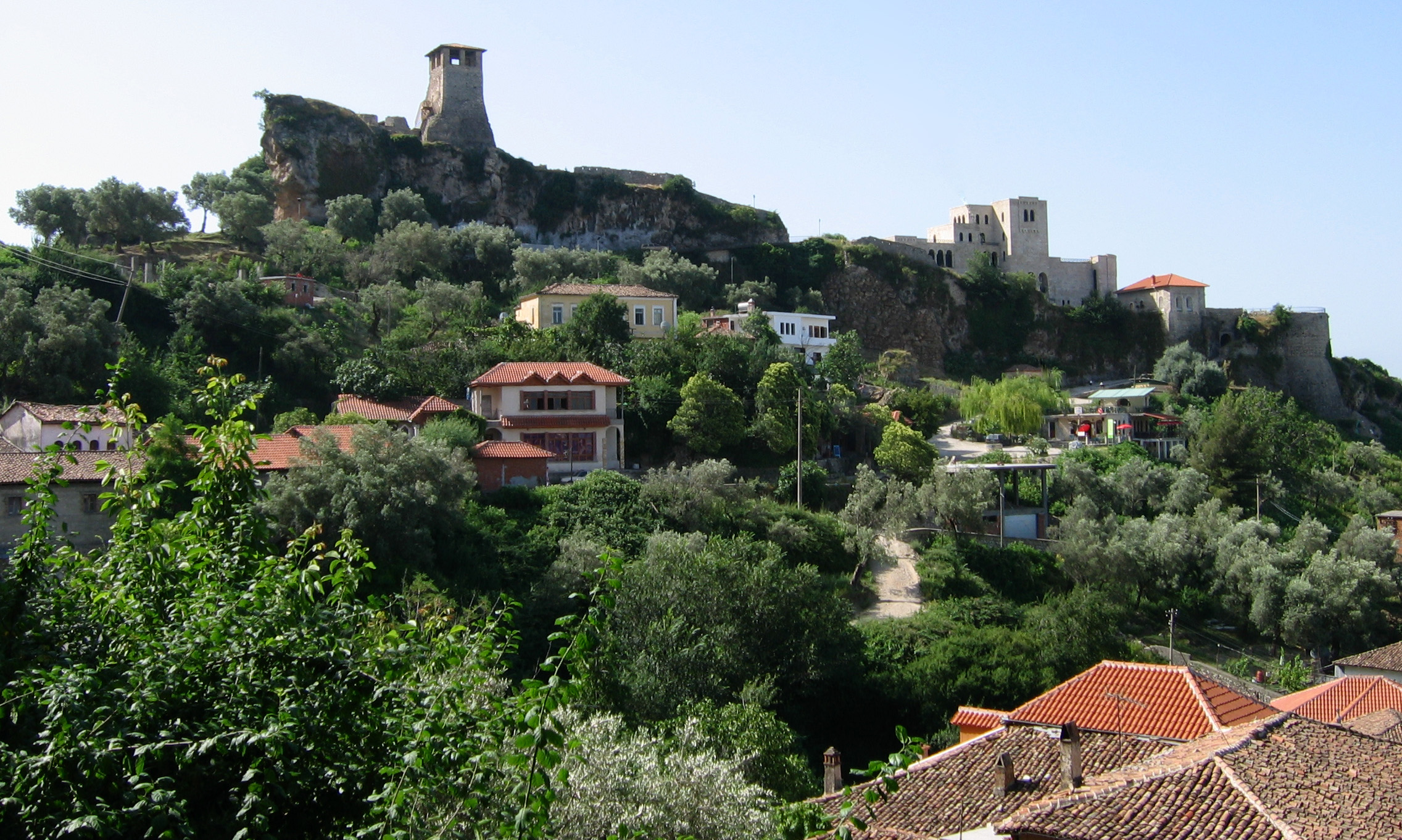
Замок Круя

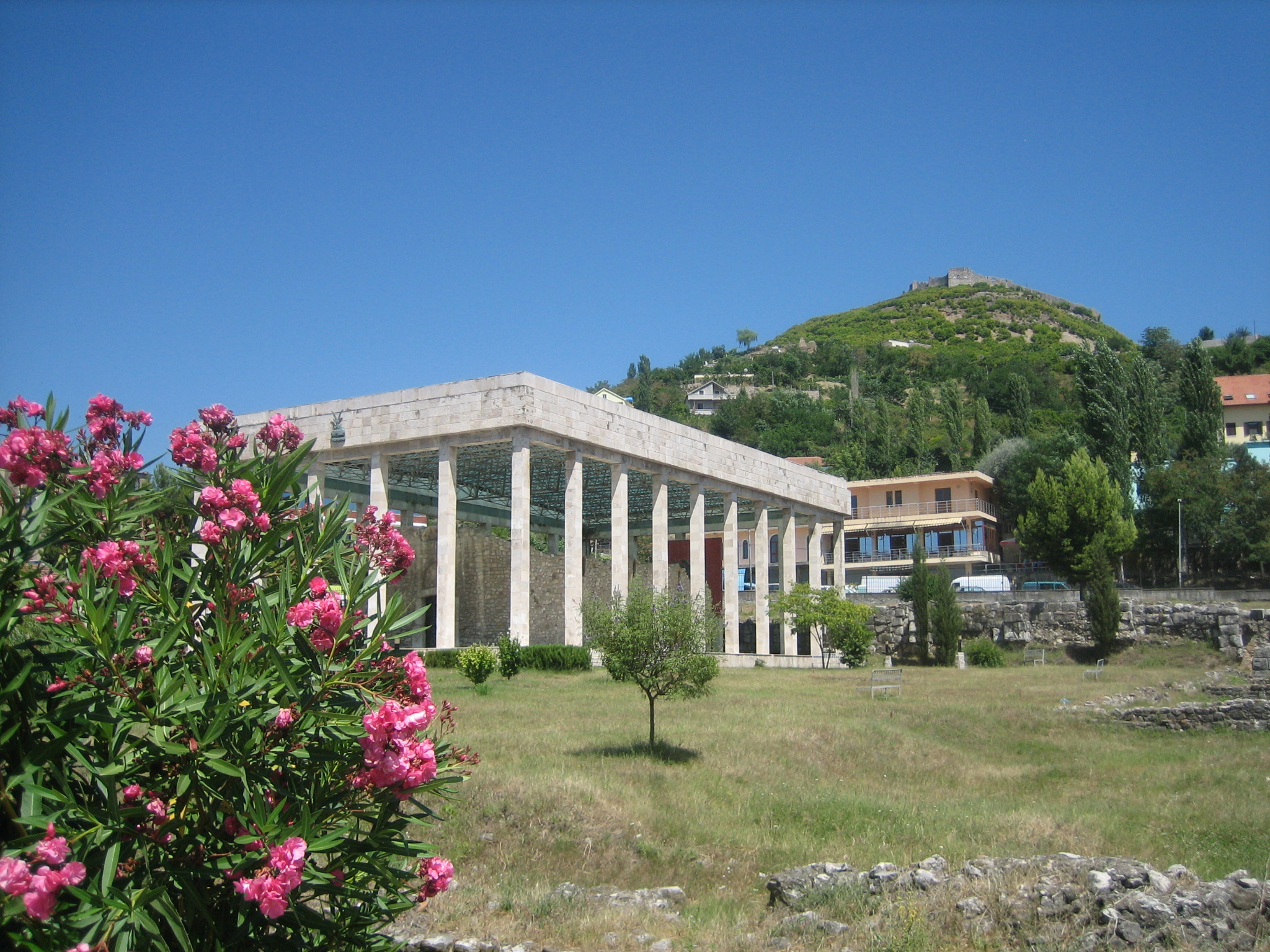
Могила Скандербега и замок Лежё

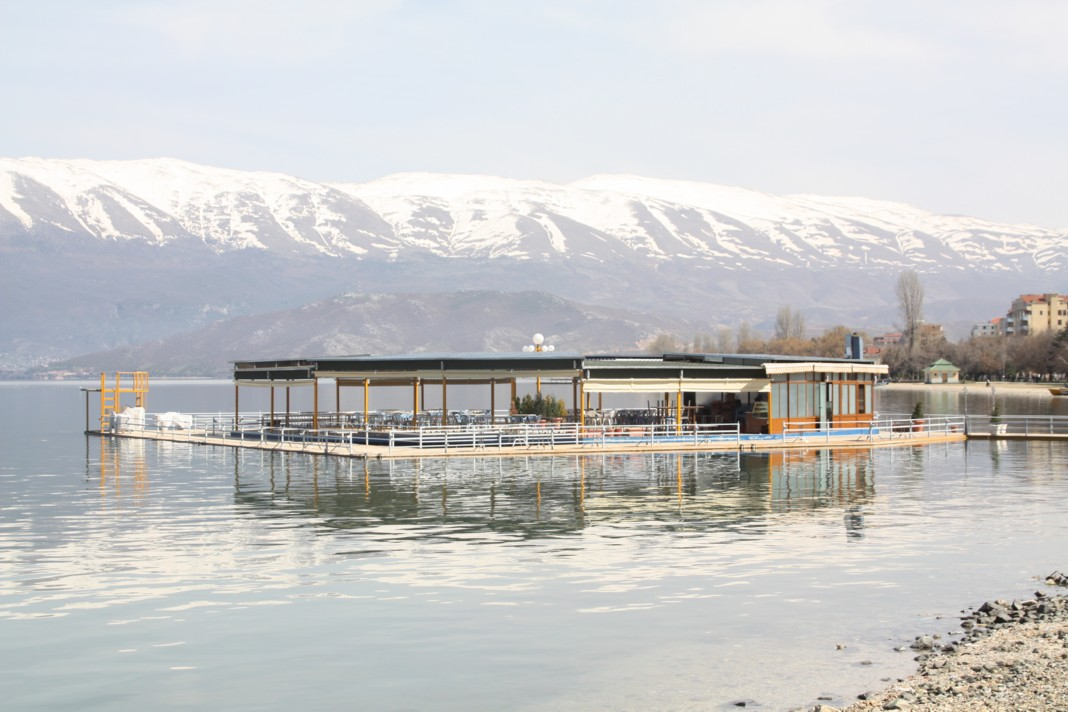
Охридское озеро зимой

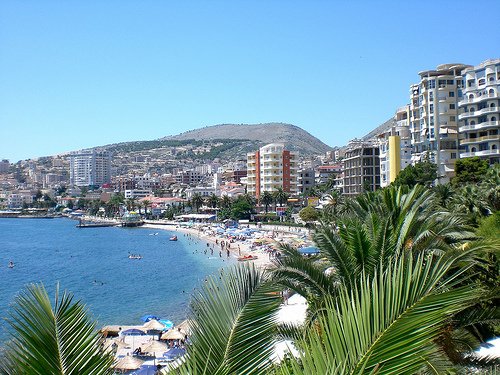
Город Саранда

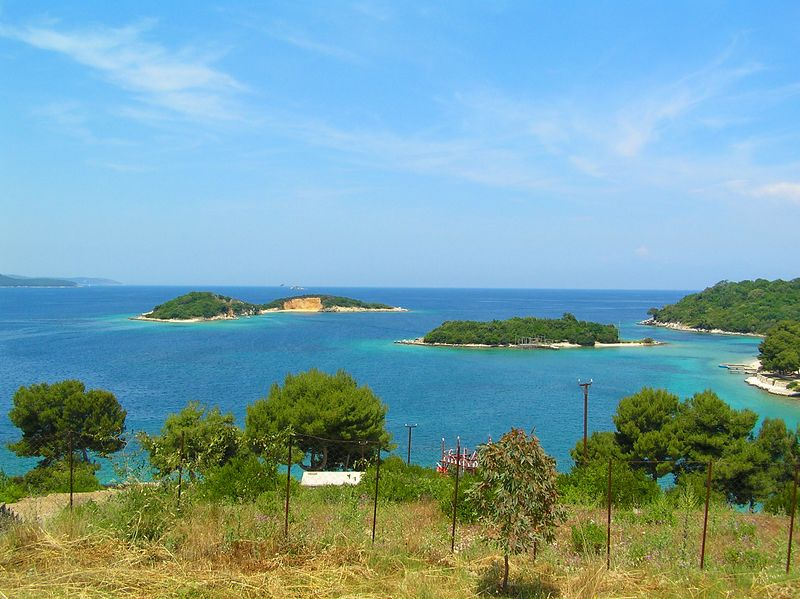
Острова Ксамил

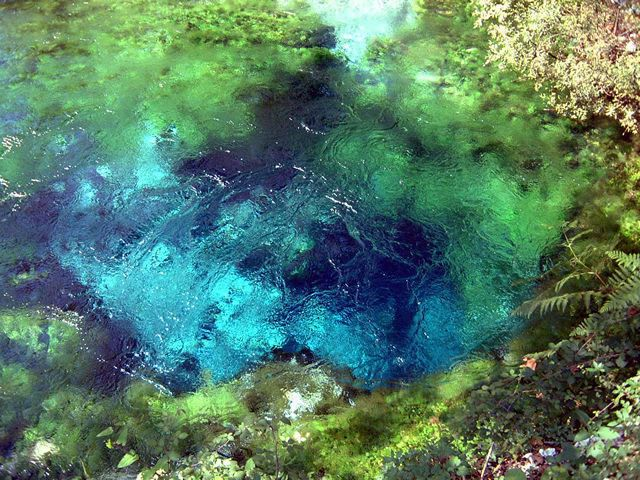
Карстовый источник «Голубой глаз» в округе Дельвина

Туризм в Албании в настоящее время развит достаточно слабо, но развивается быстрыми темпами. В 2009 году, согласно докладу Национального статистического института Албании, в стране имелось 369 отелей с 5888 номерами и 11 932 спальных мест. В 2009 году Албанию посетило около 1,5 млн иностранных туристов, из них примерно 236 тысяч останавливались в отелях и провели там 540 тысяч человеко-ночей.
Албания привлекает туристов богатым археологическим наследием времён Древней Греции и Рима, а также времён Османской империи, артефактами времён холодной войны, чистейшими пляжами, горными тропами, блюдами традиционной албанской кухни и самобытной атмосферой сельской местности. Американское онлайн-издание Huffington Post в 2013 году привело 10 причин, по которым надо посетить Албанию. В августе 2011 года американская актриса албанского происхождения Элайза Душку посетила Албанию, чтобы снять документальный фильм о родине своего отца под названием «Дорогая Албания» (англ. Dear Albania). Албанию нередко титулуют «новая любовь Средиземноморья», а в последнее время — «последний секрет Европы».
Основная часть иностранных туристов прибывает в Албанию из Косово, Македонии, Черногории, Греции и Италии, есть также туристы из Польши и Чехии, а также стран Западной Европы — Германии, Бельгии, Нидерландов, Франции, скандинавских и других стран. Перед первым посещением Албании туристам настоятельно рекомендуется проконсультироваться с онлайновыми или печатными изданиями и туристическими Интернет-форумами с конкретными вопросами о маршруте или заказать тур у местного туроператора. Бэкпекеры в Албании предпочитают селиться в общежитиях, кемпингах в сельской местности или на побережье. Организованные туристические группы, как правило, посещают многочисленные археологические памятники и исторические города. Растет спрос на рафтинг-туры, велосипедные туры, а также походы по бездорожью в сельской местности. В последнее время в Тиране и других городах открываются агентства по прокату автомобилей, турбюро и туристические информационные центры. Становится популярным медицинский туризм в Албанию, прежде всего — стоматологический, поскольку албанские стоматологи предлагают услуги по гораздо более низким ценам, чем в Западной Европе.
Однако развитие туризма в стране сдерживается многими факторами, такими как низкое качество дорог и коммунального хозяйства, несанкционированные свалки, незаконное строительство и браконьерство, неурегулированные права собственности на земельные участки. Несмотря на это, в стране идёт реконструкция и строительство дорог, предприятий общепита и очистных сооружений реконструируются с помощью фондов Европейского Союза. Частный сектор Албании и иностранные инвесторы вкладывают значительные средства в недвижимость и реконструкцию исторических мест, а также выражают заинтересованность в строительстве курортов и портов.

## Достопримечательности

### Города и места археологических раскопок
Наиболее посещаемые туристами города Албании:
- Дуррес;
- Берат;
- Гирокастра;
- Круя;
- Шкодер, город, где, в частности, находится замок Розафа;
- Тирана, столица с бурной ночной жизнью;
- Влёра;
- Лежа;
- Поградец;
- Саранда;
- Корча.

Наиболее посещаемые археологические объекты:
- Аполлония Иллирийская;
- Антигония;
- Биллис;
- Бутринти.

### Природные достопримечательности
Албания известна своим захватывающими пейзажами. Наиболее популярные из них:
- Албанская Ривьера, прибрежная зона от Влёры до Саранды вдоль Ионического моря. Береговая линия Албании простирается в целом более чем на 450 км[10],
  - Карабурун-Сазан — первый и пока единственный национальный морской парк страны, часть Ривьеры;
- Проклетие, или «Проклятые горы» в Северной Албании. 70 % территории Албании занимают горы;
- Кельменд — регион в северной части Албании;
- «Голубой глаз» — карстовый источник в южной Албании;
- Озеро Комани-Ферри с захватывающим видом на горы в Северной Албании;
- Осум-Каньон — крупнейший в Албании каньон протяженностью 20 километров, находится недалеко от Чоровода в округе Скрапари;
- Прибрежные районы к северу от Дурреса и пляж возле Кавая;
- Курортные местности в Ада Бояна, недалеко от границы Черногории, и Шенджин рядом с Лежа;
- Лагуна Караваста возле Дивьяка на Адриатическом море;
- Водопад Сотира в округе Грамши близ горы Томори;
- Озёра Бельш в округе Эльбасан;
- Каньоны Нивица и Прогонат возле Тепелены и каньон Лангарица в округе Колёня.

### Сельские местности
Основные направления агротуризма в Албании:
- Горное село Воскопоя, а также деревни Дардьё, Вихкук и Дреновё около Корча
- Удёништ возле Охридского озера
- Округ Пермети на юго-востоке Албании, и деревня Либохова рядом с Гирокастра
- Рыбацкая деревня Широка возле озера Шкодер
- Парк лебедей Дрилон к востоку от Поградца
- Деревня Джинар возле Эльбасана, Кукур в округе Грамши и Шиштевац в области Кукес
- Живописные районы Фуше-Кукё и Шенколь в округе Лежа
- Пригородная зона вдоль Руга и Эльбасана и панорама горы Дашт на окраине Тираны.

### Панорамные маршруты
В Албании имеется множество панорамных маршрутов, основные из них:
- Влёра — Саранда — маршрут на юго-западе Албании вдоль Албанской Ривьеры, начиная с прибрежной Влёры, через перевал Логара вдоль Церанийского хребта;
- Автострада А1 вдоль долины реки Фан в Северной Албании;
- SH78 Джергукат — Дельвине — маршрут с видом на Dropulli Plain в Южной Албании;
- Sh75 Корча — Эршекё — Гирокастра — Пермети — Кёльчири — Тепелена;
- Эльбасан — Поградец — маршрут вдоль долины реки Шкумбини и Охридского озера;
- Коплик — Тети и Коплик — Вермош в Проклетие с видами на крутые скалы, горные вершины и кристально чистые реки и водопады.

### Фестивали и культурное наследие
Албанская культура известна своим богатым фольклором и уникальными традициями. В стране регулярно проходят культурные фестивали:
- Национальный фольклорный фестиваль в Гирокастре (алб. Festivali Folklorik Kombëtar i Gjirokastrës), ежегодно проводится в Гирокастре. В течение всего года многие регионы Албании организуют местные выставки и фестивали региональных ремёсел и кулинарии.
- Среди музеев Албании — Национальный исторический музей в Тиране, музей Скандербега в Круя, могила Скандербега в Лежа, и многие этнографические музеи в разных городах.
- Албанские традиционные свадебные торжества в основном происходят в летнее время и доступны для обзора туристов. Консервативные пожилые люди (в основном уроженцы севера страны) до сих пор носят традиционную одежду в повседневной жизни. Пожилые женщины с юга обычно носят чёрные одежды.
- Вечерние прогулки традиционны среди албанцев в летние месяцы. Кафе днём обычно полны пенсионеров и студентов, в то время как семейные пары предпочитают местные парки. В Тиране идёт активная ночная жизнь, особенно в районе Билоку, где ранее располагались резиденции высокопоставленных партийных чиновников. Во второй половине дня обычно проходит сиеста — некоторые магазины закрыты в течение нескольких часов после полудня.
- Существует строгий кодекс поведения при встрече с албанцами[11].

## Список всемирного наследия ЮНЕСКО
В Албании находятся два объекта всемирного наследия:
- Археологический музей-заповедник Бутринти
- Исторические центры Берата и Гирокастры.

## Проблемы развития туризма
Основной проблемой для индустрии туризма в стране является отсутствие четкой стратегии развития отрасли. Существует много неурегулированных вопросов, препятствующих развитию туризма, такие как отсутствие комплексных планов развития территорий, незаконное строительство, неконтролируемые мусорные свалки, низкое качество дорожного и коммунального хозяйства, браконьерство, спорные вопросы о правах собственности на отдельные земельные участки. Отсутствует также чёткая система подготовки кадров для туристической сферы.